# حركات دينية جديدة
الحركات الدينية الجديدة هو مصطلح يشير إلى الجماعات والفرق الدينية التي ظهرت في العصر الحديث وغالبا ما تشغل الحركات الدينية الجديدة مكانة هامشية في الثقافات الدينية السائدة في المجتمعات عموما، ويمكن أن تكون الحركات الدينية الجديدة إما جزء من أصل ديني مسبق كالفرق والطوائف المكونة حديثا لديانة معينة وهذه الحركات التي تلعب دور في إعادة تفسير النصوص، أو حركات مستقلة وهي التي تصرح بكونها دين جديد وتكون لها كتب مستقلة، غالبا ما ظهرت تلك التيارات بسبب عوامل العولمة والعلمنة والحداثة.
كثير من علماء علم اجتماع الدين يفضلون الإشارة إلى تلك المعتقدات الجديدة بـ«الحركات الدينية الجديدة» أكثر من كلمة «طائفة» ويواصل العلماء البحث في تحديد التعريفات المماثلة لتلك الجماعات، ويقدر عدد أتباع تلك الحركات بعشرات الآلاف من المعتنقين في جميع أنحاء العالم وقد يصل عددهم أحيانا إلى بضعة ملايين حيث يكون معظم المعتنقين في الغالب من آسيا وأفريقيا.

## تقسيم الحركات الدينية الجديدة
بالإضافة لكون الحركات الدينية الجديدة مختلفة من ناحية المضمون، فهي مختلفة من ناحية الشكل أيضا (مع العلم بوجود تناقضات من ناحية الشكل في بعض الأحيان)، فقد تكون بعض تلك الحركات ذات الطابع المذهبي التابع لدين مثل شهود يهوه أو المورمونية أو الراستافارية تابعين للمسيحية أو حركة هاري كريشنا تابعة للهندوسية أو القاديانية الأحمدية تابعة للإسلام، وكذلك بعض الحركات تأتي في صورة دين جديد مكمل لسلسلة أديان مثل البهائية تأتي في صورة مكمل للبابية وكذلك البابية تأتي مكمل للإسلام  ، وكذلك ديانية مثل السيخية  تعدّ مكملة للديانات الدارمية، أو ديانة مثل الرائيلية التي تؤمن بكل ما هو قديم ومسبق من ديانات حى ظهورها، وبعض الديانات تأتي في صورة المتأثر بالطابع الديني السائد في المنطقة الجغرافية كالكاو دائية، والبعض ذات الطابع الفلسفي أو الفكري كالثيليما أو الجيدية، والبعض ذات التوجه الالحادي كالعلمولوجيا، وذات الطابع العولمي كحركة إيكنكار وحركة التوحيدية العالمية وكذلك البهائية أيضا، والبعض ذات الطابع الشاذ فكريا كالشيطانية أو الديسكوردية.
ويندرج أيضا تحت مسمى الحركات الدينية الجديدة بعض الجماعات المتلفة أو المنحرفة عن الأصل الديني مثل حركة أمة الإسلام أو حركة يهود مسيانيون.

## تاريخ

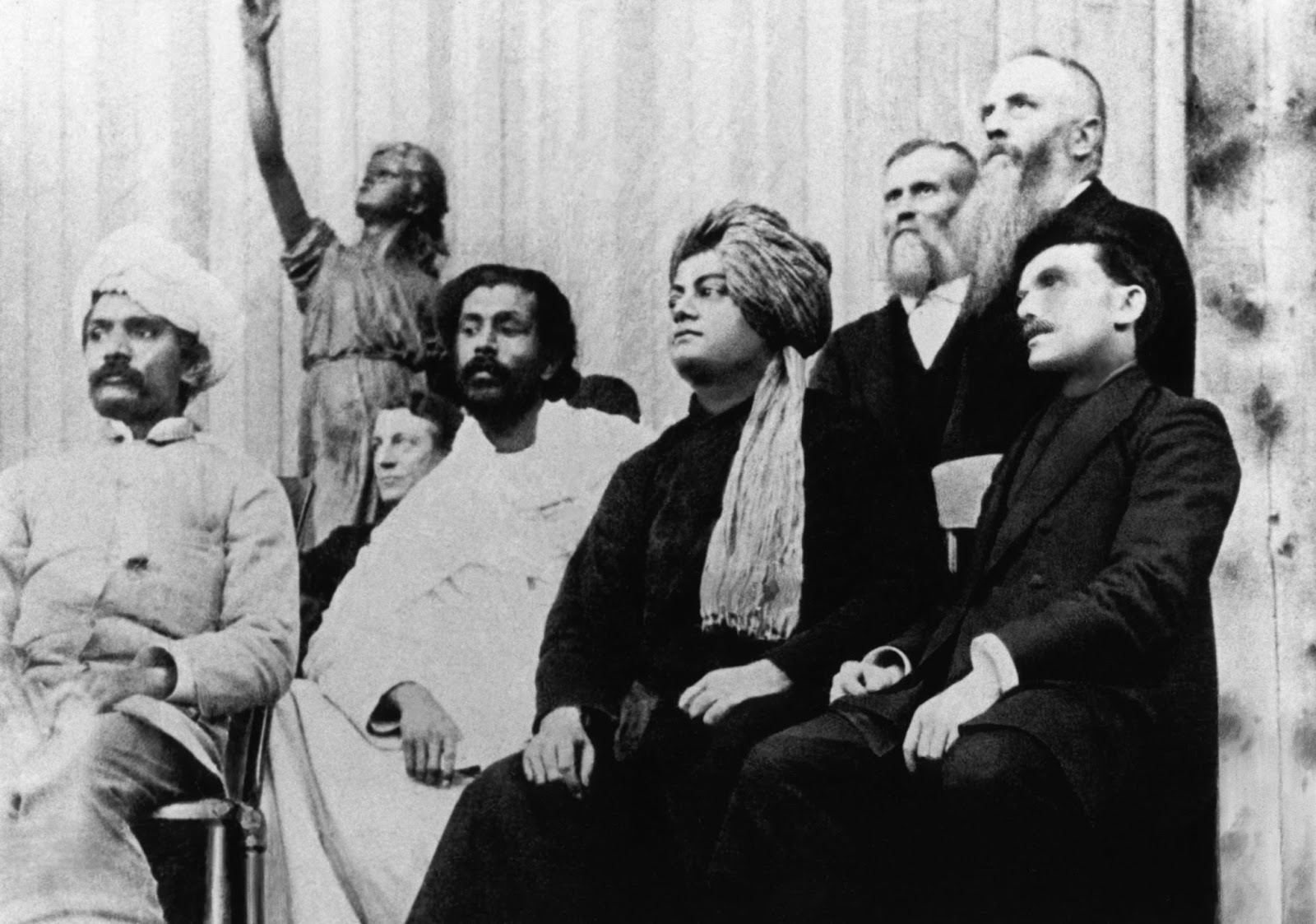
أول جلسة للبرلمان العالمي للأديان عام 1893

ينظر العلماء عادة إلى أن فترة منتصف القرن التاسع عشر هي بداية الحركات الدينية الجديدة، في خلال تلك الفترات أصبحت الروحانية الباطنية شعبية في أوروبا وأمريكا الشمالية. فقد ظهرت حركة كنيسة يسوع المسيح لقديسي الأيام الأخيرة التي أسسها جوزيف سميث عام 1830، وهي تعد من أنجح الحركات الدينية الجديدة الموجودة حاليا؛ في اليابان كانت بداية ظهور ديانة تنريكيوية عام 1838؛ وفي الشرق الأوسط وإيران تحديدا ظهرت البهائية على يد حسين علي نوري عام 1844 والتي تعدّ حركة مكملة للبابية التي أسسها علي محمد رضا الشيرازي ؛ وفي 1891 ظهرت كنيسة الوحدة وقد كانت بداية فلسفة الفكر الجديد في الولايات المتحدة.
في عام 1893 كان أول جلسات البرلمان العالمي للأديان والتي عقدت في شيكاغو حيث شملت معظم أديان العالم في تلك الجلسة.
في القرن العشرين والواحد والعشرين ظهر عدة حركات مثل إيكنكار وكذلك حركة هاري كريشنا وغيرها من الحركات الدينية.

## معلومات
1. ↑  البابية تعتبر احيانا فرقة من الشيعة الشيخية الإثنا عشرية.
2. ↑  السيخية ديانة قديمة نسبيا نشأت في القرن الـ15 ولا تشكل نوع من الديانات الوارد ذكرها.